# It! The Terror from Beyond Space
It! The Terror from Beyond Space (Brasil: A Ameaça do Outro Mundo / Portugal: O Terror Que Veio do Espaço) é um filme de ficção científica de 1958 em preto e branco, feito independentemente, produzido por Robert E. Kent, dirigido por Edward L. Cahn e lançado pela United Artists.

## Elenco
- Marshall Thompson - Coronel Edward Carruthers
- Shirley Patterson - Ann Anderson (creditado como Shawn Smith)
- Kim Spalding - Coronel Van Heusen
- Ann Doran - Mary Royce
- Dabbs Greer - Eric Royce
- Paul Langton - Tenente James Calder
- Robert Bice - Major John Purdue
- Richard Benedict - Bob Finelli
- Richard Hervey - Gino Finelli
- Thom Carney - Joe Kienholz
- Ray Corrigan - It